# Пфулендорф
Пфулендорф (на немски: Pfullendorf) е град с 13 287 жители (към 31 декември 2017) в окръг Зигмаринген, Баден-Вюртемберг, Германия и бивш свободен имперски град.